# 朱有爋
朱有爋（1380年3月11日—15世纪），一作朱有，明太祖孫，周定王朱橚嫡第二子。封汝南王，後被廢。
洪武十三年（1380年）二月初五日生。洪武卅一年（1398年），朱有爋向新登基的建文帝告發其父朱橚谋反，建文帝將朱橚拘捕，削爵。建文四年（1402年）八月，朱有爋封汝南王。
成祖發動靖難之變即位，復周王爵，朱有爋为其父所不容，遂被下令去云南大理府居住。成祖想为他们父子和解但未果，之后周府的冯妃去世，遂以朱有爋身为人子需要奔丧为由，命朱橚将朱有爋一家接回封地开封。朱橚因世子朱有燉无子，将朱有爋子朱子墐过继给朱有燉。
朱有燉继位后，朱有爋将朱子墐接回身边。宣德三年，因与弟弟新安王朱有熹勾结诬陷弟弟祥符王朱有爝，兩人引咎獲罪，被削爵貶為庶人，封国撤除，囚禁于北京。
景泰五年（1454年），明代宗致书朱有爝子、当时的周世子朱子垕，称已将朱子墐之子朱同鏵送回开封，望拨与房屋、听其婚配。可见当时朱有爋、朱子墐都已经不在人世。

## 家庭

### 妻
1. 王妃

### 子女

#### 子
1. 鎮國將軍朱子墐
2. 鎮國將軍朱子壛

#### 孫
1. 朱同鏵